# Şahinli, Çarşıbaşı
Şahinli là một xã thuộc huyện Çarşıbaşı, tỉnh Trabzon, Thổ Nhĩ Kỳ. Dân số thời điểm năm 2011 là 476 người.